# Сен-Ромен-де-Мальгард
Сен-Ромен-де-Мальгард (фр. Saint-Roman-de-Malegarde) — коммуна во французском департаменте Воклюз региона Прованс — Альпы — Лазурный Берег. Относится к кантону Везон-ла-Ромен.

## Географическое положение

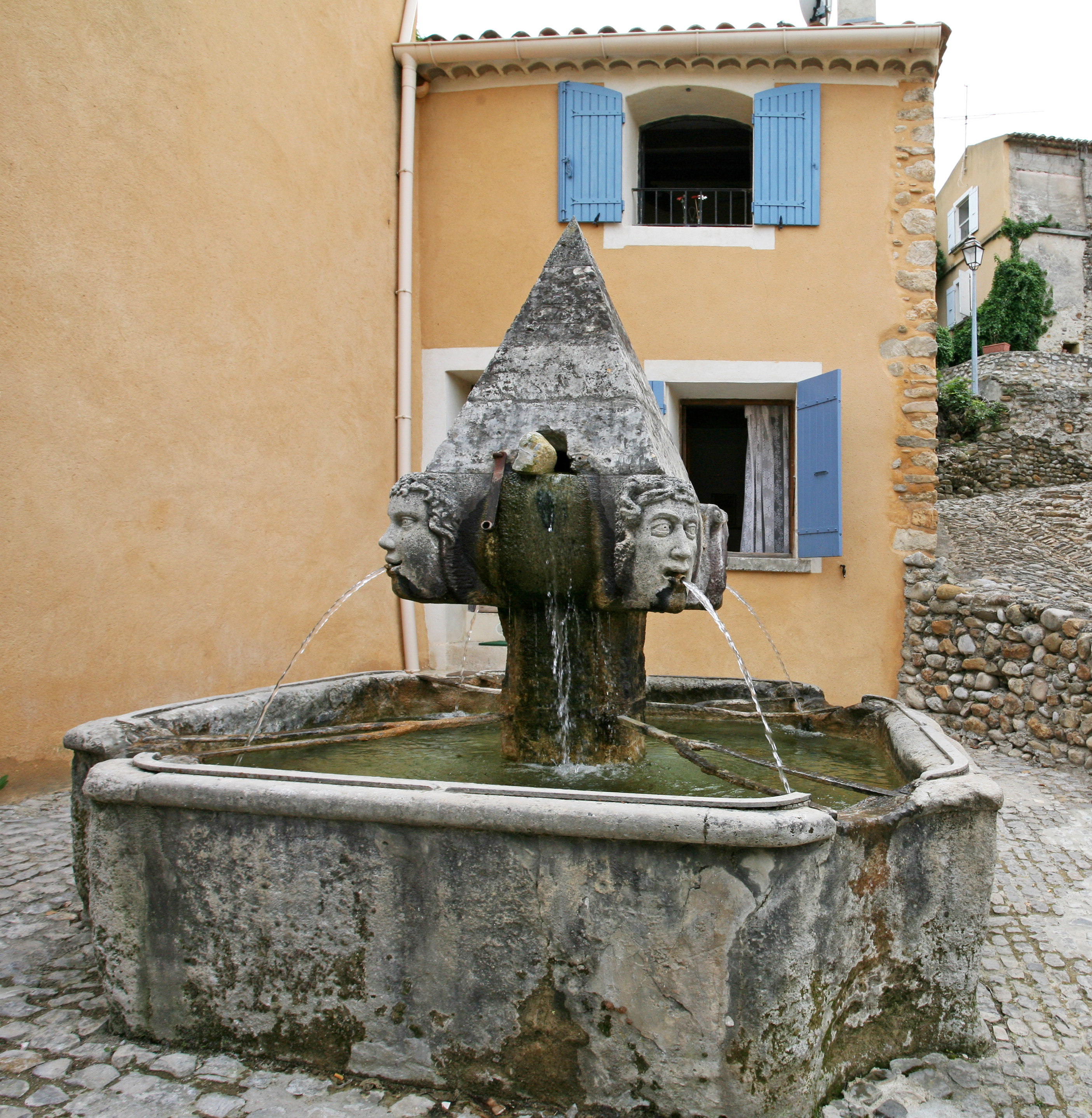
Фонтан в Сен-Ромен-де-Мальгарде.

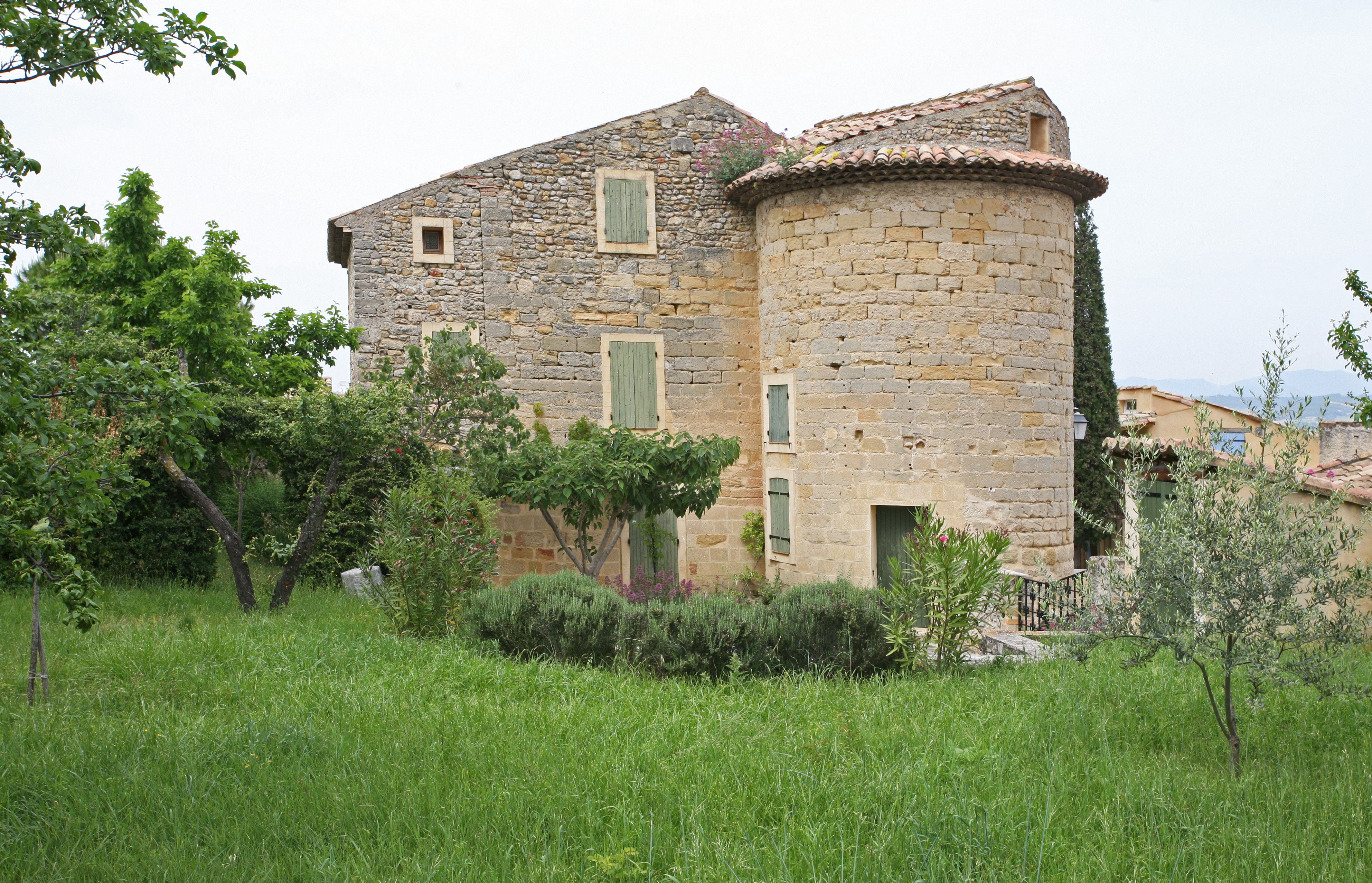
Сен-Ромен-де-Мальгард. Дом, встроенный в крепостную башню.

Сен-Ромен-де-Мальгард расположен в 38 км к северу от Авиньона. Соседние коммуны: Сен-Морис-сюр-Эг на северо-востоке, Бюиссон и Вильдьё на востоке, Роэ и Везон-ла-Ромен на юго-востоке, Расто не юге, Керанн и Сент-Сесиль-ле-Винь на юго-западе, Тюлетт на северо-западе.

## Демография
Население коммуны на 2010 год составляло 326 человек.
| 1962 | 1968 | 1975 | 1982 | 1990 | 1999 | 2010 |
| ---- | ---- | ---- | ---- | ---- | ---- | ---- |
| 237  | 237  | 244  | 242  | 253  | 255  | 326  |

## Достопримечательности
- Остатки бывшего крепостного замка, сохранились три башни.
- Церковь XIII века.